# Llista de topònims de Vilanova de la Ribera
Llista de topònims (noms propis de lloc) de Vilanova de la Ribera (Rosselló).
Informació actualitzada per un bot. Els canvis manuals es perdran quan s'actualitzi!

## cementiri
| imatge | Nom                                     | Ubicat a              | instància de | Detalls | coordenades                                      | Protecció | Commons (més fotos) | Dades a WD                    |
| ------ | --------------------------------------- | --------------------- | ------------ | ------- | ------------------------------------------------ | --------- | ------------------- | ----------------------------- |
|        | cementiri nou de Vilanova de la Ribera  | Vilanova de la Ribera | cementiri    |         | 42° 41′ 42″ N, 2° 48′ 33″ E / 42.695°N,2.8091°E  |           |                     | Modifica les dades a Wikidata |
|        | cementiri vell de Vilanova de la Ribera | Vilanova de la Ribera | cementiri    |         | 42° 41′ 41″ N, 2° 48′ 33″ E / 42.6946°N,2.8093°E |           |                     | Modifica les dades a Wikidata |

## Misc
| imatge | Nom                                            | Ubicat a                                             | instància de                          | Detalls                                                   | coordenades | Protecció | Commons (més fotos)                                      | Dades a WD                    |
| ------ | ---------------------------------------------- | ---------------------------------------------------- | ------------------------------------- | --------------------------------------------------------- | --- | --------- | -------------------------------------------------------- | ----------------------------- |
|        | Manadell                                       | Calce Pesillà de la Ribera Vilanova de la Ribera Bao | curs d'aigua                          | Desemboca: Tet Llarg: 6.3km                               | 42° 43′ 19″ N, 2° 46′ 12″ E / 42.721944444444446°N,2.77°E 42° 41′ 20″ N, 2° 48′ 54″ E / 42.68888888888889°N,2.815°E |           |                                                          | Modifica les dades a Wikidata |
|        | Sant Joan Evangelista de Vilanova de la Ribera | Vilanova de la Ribera                                | església                              | Dedicat a: Joan Evangelista                               | 42° 41′ 38″ N, 2° 48′ 11″ E / 42.693779°N,2.803°E 57.9 msnm                                                         |           | Église Saint-Jean-l'Évangéliste de Villeneuve-la-Rivière | Modifica les dades a Wikidata |
|        | Serrat del Jutge                               | Baixàs Vilanova de la Ribera                         | serra                                 |                                                           | 42° 43′ 19″ N, 2° 47′ 48″ E / 42.721839°N,2.79661°E                                                                 |           |                                                          | Modifica les dades a Wikidata |
|        | Tet                                            | Pirineus Orientals                                   | riu                                   | Desemboca: mar Mediterrània Llarg: 115.8km Conca: 1369km² | 42° 42′ 48″ N, 3° 02′ 23″ E / 42.713333333333°N,3.0397222222222°E                                                   |           | Têt                                                      | Modifica les dades a Wikidata |
|        | casa de la vila de Vilanova de la Ribera       | Vilanova de la Ribera                                | instal·lació Ús: seu del govern local |                                                           | 42° 41′ 35″ N, 2° 48′ 04″ E / 42.6929859775075°N,2.80105822116808°E fr:AV DU CANIGOU, 66610 VILLENEUVE-LA-RIVIERE   |           | Town hall of Villeneuve-la-Rivière                       | Modifica les dades a Wikidata |